# Audi A5
O Audi A5 é um carro produzido pela montadora alemã Audi desde 2007. É um quatro lugares com motor dianteiro longitudinal disponível com tração dianteira e nas quatro rodas. Alguns rivais do Audi A5 são o BMW Série 3 Coupé, o Mercedes-Benz Classe C Coupé e E Coupe. O A5 foi nomeado para o Carro Mundial do Ano de 2008 e a versão S5 foi indicado para o Automóvel Desporto do ano 2008.

## A5 (2007-presente)
A A5 usa a plataforma modular longitudinal da Audi, a mesma que a quarta geração do Audi A4 e utilize a Audi A6 de quarta geração e o Audi A8 de terceira geração. Foi oficialmente revelado no Salão Automóvel de Geneva, em 2007 com carroceria coupe "A5 Coupe (8T3)" Uma variante conversível com um teto de lona chamada "A5 Cabriolet (8F7)" começou a vender no início de 2009, substituindo o A4 Cabrio. Uma terceira carroceria liftback de cinco portas também de quatro lugares, foi lançado oficialmente no Salão Automóvel de Frankfurt, em 2009, sob a designação "A5 Sportback (8TA)" e foi colocado à venda no final daquele ano.
Os quatro motores a gasolina tem injeção direta: um quatro cilindros turbo de 1,8 litros de deslocamento e 170 cv de potência máxima, um quatro cilindros em linha turbo de deslocamento de 2,0 litros e 211 cv de potência máxima, seis cilindros em V aspirado de 3.2 litros 265 cv e um de oito cilindros naturalmente aspirado de 4.2 litros V e 354 cv. O diesel é um quatro cilindros de 2.0 litros, 177 cv, de seis cilindros de 2,7 litros V e 190 cv e um seis cilindros de 3.0 litros V e 240 cv, o três de injecção directa common-alimentado por rail, turbo de geometria variável e intercooler.

## Galeria
- Primeira geração (2007-2019)
- Segunda geração (2016-presente)